# 渡辺芳人
渡辺 芳人（わたなべ よしひと、1953年5月30日 - ） は、日本の化学者。専門は生物無機化学、生体機能関連化学。名古屋大学理事・副総長を経て、自然科学研究機構分子科学研究所所長。元日本化学会筆頭副会長。元日本学術会議会員。日本化学会賞等受賞。

## 人物・経歴
1975年東北大学理学部化学科卒業。1982年筑波大学大学院化学研究科博士課程修了、理学博士。同年ミシガン大学化学科博士研究員。1984年ミシガン大学化学科上級研究員。1985年プリンストン大学化学科研究員。1987年慶応大学医学部助手。1989年通商産業省工業技術院化学技術研究所主任研究員。1990年京都大学工学部助教授。1994年岡崎国立共同研究機構分子科学研究所教授。2000年日本化学会学術賞受賞。2001年名古屋大学大学院理学研究科物質理学専攻教授併任。2002年名古屋大学大学院理学研究科物質理学専攻教授。2006年名古屋大学物質科学国際研究センター教授兼大学院理学研究科教授。2009年名古屋大学副総長（研究・国際企画関係担当）。2011年錯体化学会賞受賞。2012年名古屋大学理事（国際・広報・社会連携関係担当）・副総長、日本化学会筆頭副会長。2014年日本学術会議会員。2018年日本化学会賞受賞。2019年名古屋大学審議役、名古屋大学名誉教授。2020年総合研究大学院大学理事。2022年自然科学研究機構分子科学研究所所長。